# Zamia roezlii
Espèce
Synonymes
- Aulacophyllum roezli (Linden) Regel[2]
- Aulacophyllum roezlii (Regel ex Linden) Regel[1]

Statut de conservation UICN

 NT  : Quasi menacé

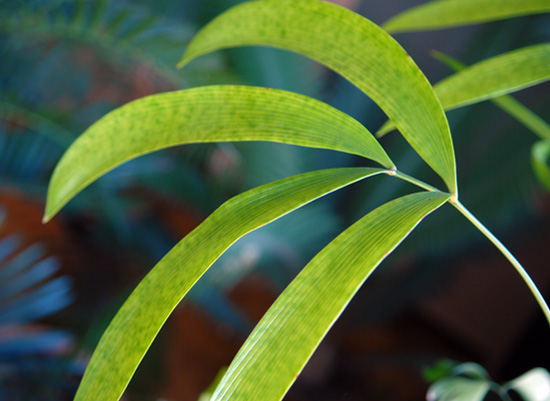

Zamia roezlii est une espèce de cycadophytes, de la famille des Zamiaceae. Elle pousse en Colombie et en Équateur.
Son épithète spécifique rend hommage au botaniste tchèque Benedict Roezl.